# Salvatore Pisani
Salvatore Pisani (Mongiana, 20 luglio 1859 – Milano, 18 settembre 1920) è stato uno scultore italiano.

## Biografia
Salvatore Pisani nasce il 20 luglio 1859 a Mongiana, sul massiccio montuoso delle Serre calabre, da Gabriele, sarto, e Teresa Pisani. Cresciuto all'ombra degli artisti che lavoravano presso l'antica fabbrica d'armi del paese natale, famosi per la perizia nei lavori di cesello e nelle damaschinature, attira l'attenzione di Giuseppe Albonico, un ingegnere sondrasco che esercitava la sua professione a Reggio Calabria. Questi lo segnala, tramite il fratello Luigi, parroco di Tirano, al mecenate Luigi Torelli, patriota e senatore valtellinese. Nel 1875 affronta la prima prova ufficiale di scultura a Roma dove, in un locale del Senato, sotto la direzione dell'artista Giulio Monteverde, alla presenza del pittore romano marchese Giuseppe Vitelleschi, modella un busto di Alessandro Manzoni. Nel 1876 si iscrive all'Accademia di belle arti di Brera. 
Nel 1880 realizza per l'ossario di Solferino i busti in gesso dei generali "Auger", "Cler", "Beuret", "Espinasse" e "Dieu". Nel 1883 frequenta il corso di "Modellatura", tenuto da Francesco Barzaghi, e realizza due bassorilievi per la cappella funebre del pittore Francesco Hayez nel Cimitero Monumentale di Milano. Nel 1886 entra a far parte del giurì d'ammissione della "Permanente" assieme ad Enrico Butti, Luigi Secchi, Francesco Confalonieri, Donato Barcaglia, Enrico Cassi, Riccardo Ripamonti e Lodovico Pogliaghi. Nel 1892 realizza un Angelo per il gugliotto Vandoni del Duomo di Milano e nel 1893 scolpisce per il gugliotto Cesa-Bianchi del Duomo di Milano un Angelo e un Re di Giuda (Roboamo). 
Nel 1894 realizza il monumento in bronzo a Giovanni Battista Piatti, collocato a Milano, in Largo La Foppa, su un piedistallo disegnato dall'architetto Luca Beltrami. Nel 1906, all'esposizione internazionale di Milano, sotto l'alto patronato del Re d'Italia, in occasione dell'inaugurazione del valico del Sempione, espone il mezzobusto in gesso Ritratto della marchesa Isimbardi-Taverna. 
Muore a Milano il 18 settembre 1920.